# Sotéria de Roma
Sotéria, virgem e mártir, considerada santa pela Igreja Católica. Segundo o Martirológio Romano foi executada em Roma, no ano 304, durante a perseguição do imperador Diocleciano.
Dela dá notícia Santo Ambrósio de Milão ainda no século IV, de quem possivelmente era parente, na sua obra "A Virgindade": Mas por que oferecer-te, ó santa irmã, o exemplo de estranhos, quando, dentro de nossa família, recebeste, em herança, a castidade adornada com o martírio? (...) Não foi Santa Sotéria colaboradora no teu propósito, ela que já o fora na tua origem? Na época da perseguição, auge dos sofrimentos dos ignominiosos ultrajes que lhe eram infligidos, entrega ainda aos algozes o próprio rosto - o qual costumava ser poupado, enquanto os demais membros eram flagelados. Tão animosa e paciente é em apresentar as delicadas faces ao ultraje, que o carrasco se cansa sem que ela se renda. Não voltou o rosto, nem desviou o corpo. Não deu um gemido, nem verteu uma lágrima. Finalmente, vencedora de toda espécie de sofrimentos, tombou aos golpes de espada, o que, aliás, ela tanto desejara.
Segundo Ambrósio de Milão era de origem nobre, mas por amor de Cristo desprezou os consulados e prefeituras e cargos de seus ancestrais. Segundo a tradição recusou-se a fazer sacrifícios aos deuses, submetida a constrangimentos e torturas não cedeu. Foi morta a golpe de espada. Foi sepultada num cemitério da Via Ápia que levou o seu nome e foi redescoberto no século VII.